# Musculus phenax
Musculus phenax är en musselart som först beskrevs av Dall 1915.  Musculus phenax ingår i släktet Musculus och familjen blåmusslor. Inga underarter finns listade i Catalogue of Life.